# Moschus cupreus
Espèce
Répartition géographique
Statut de conservation UICN

 EN  : En danger
Statut CITES

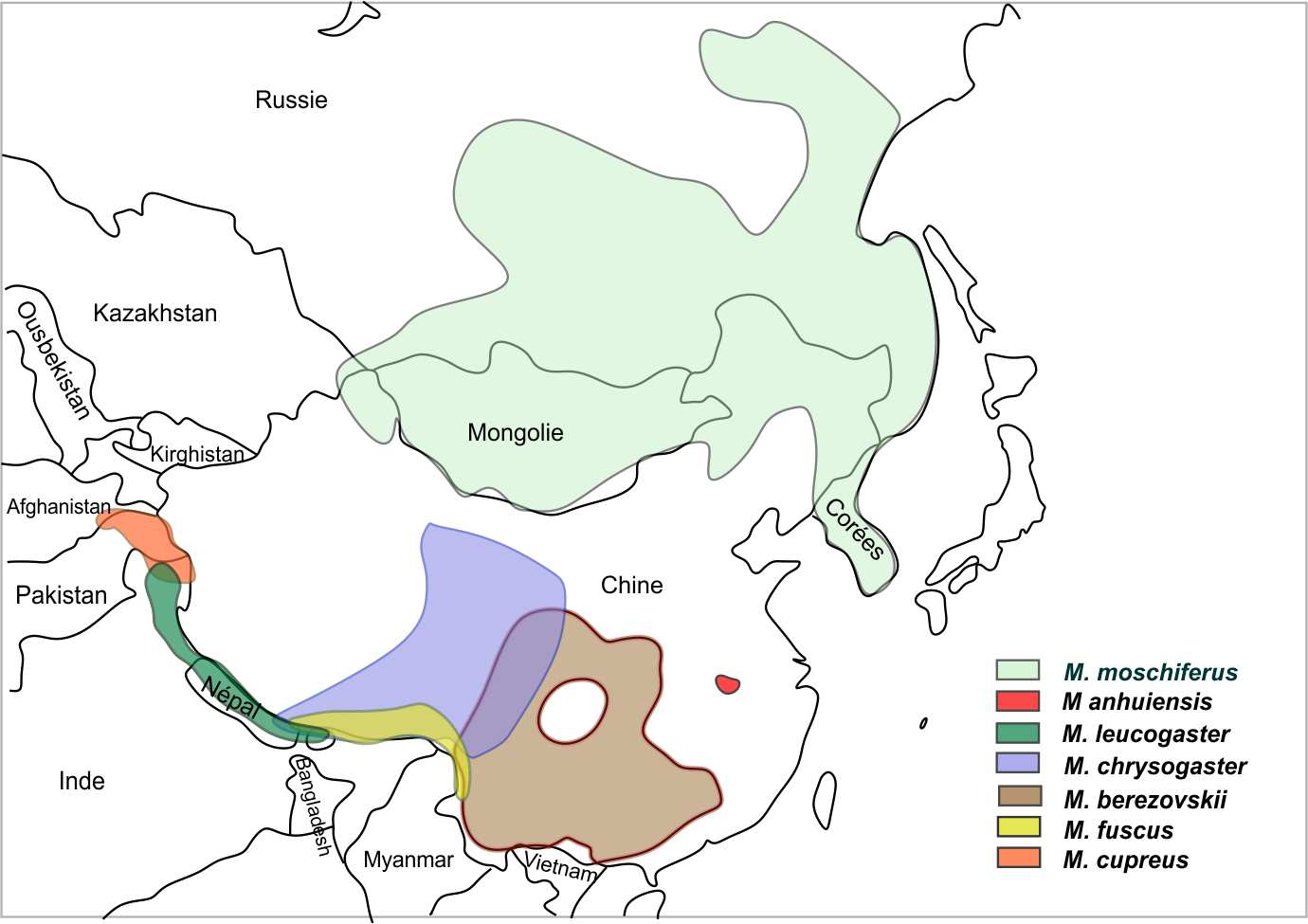
Carte de répartition des 7 espèces de Moschus
M. cupreus en orange

Moschus cupreus, de nom commun Porte-musc du Cachemire, est une espèce de mammifères asiatique de la famille des moschidés.

## Description
Le Porte-musc du Cachemire est un cerf porte-musc relativement gros et a une longueur de corps de 85 à 100 cm, a une queue de 4 à 6 cm de long et pèse de 12 à 17 kg. Les crânes mesurent de 15 cm de long. La couleur de base est gris-brun, souvent avec un motif clair à travers des taches claires. Il y au dos une zone de couleur rouge cuivrée non tachetée en forme de selle. La face ventrale est gris clair, la gorge et les parties inférieures des pattes avant et arrière sont blanchâtres. Les oreilles sont brun foncé, leurs bases sont blanches. Les poils ont de vastes bases blanches. Leur longueur est de 37 à 58 mm au torse et de 33 à 38 mm au garrot. Comme pour Moschus leucogaster et Moschus chrysogaster, la longueur de l'os lacrymal est supérieure à la hauteur. Seuls les mâles ont de longues canines supérieures en guise de défenses qu'ils utilisent pendant la saison des amours pour se battre pour les femelles. Ils possèdent aussi une glande qui produit du musc, située entre l’ombilic et le pénis.

## Répartition
Le Porte-musc du Cachemire est présent essentiellement dans le Cachemire, le Nord-Ouest de l'Inde et le Nord-Est du Pakistan et dans la province de Nouristan, dans l'Est de l'Afghanistan. Il fut observé dans la partie pakistanaise du Cachemire (Gilgit-Baltistan) à des altitudes de 3 000 à 4 000 m dans la zone de végétation subalpine. Dans le parc national de Dachigam en Inde, il fut observé à des altitudes de 2 710 à 3 110 m et au Nouristan en Afghanistan, il vit dans des forêts de chênes à feuilles persistantes et de conifères à des altitudes de 1 500 à 3 500 m. Ils vont des pentes raides (plus de 20°), ce qui les rend difficiles à approcher. Un modèle géographique basé sur les données prédit que l'habitat convenable du porte-musc en Afghanistan s'étend sur environ 1 300 km2 dans les provinces contiguës du Nouristan (75,5%), Kounar (14,4%) et Laghman (10,1%). Bien que relativement vaste, la zone d'habitat potentiellement disponible pour le porte-musc en Afghanistan semble être très fragmentée. Des études récentes ont montré que l'espèce est également dans l'Ouest du Népal.

## Taxonomie
L'espèce est décrite pour la première fois en 1982 par le zoologiste anglais Peter Grubb comme une sous-espèce de Moschus leucogaster, mais est traitée comme une espèce indépendante dans le Handbook of the Mammals of the World. Aucune sous-espèce n'est distinguée au sein de l'espèce.

## Comportement
On ne sait presque rien sur le mode de vie, la nutrition, la reproduction et les autres comportements de l'espèce, mais on suppose qu'il n'y a pas de différences majeures avec Moschus leucogaster.

## Protection
L'UICN estime que l'existence du Porte-musc du Cachemire est en danger. L'aire de répartition n'est pas très grande et on suppose donc que la population totale de l'espèce est également petite. Au cours des trois dernières générations (environ 21 ans), la population aurait diminué de 50%, ce qui, comme pour les autres espèces de cerfs porte-musc, est principalement dû à une chasse excessive pour obtenir du musc. Cependant, des données plus précises ne sont pas disponibles. En Afghanistan, aucune observation de cerfs porte-musc n'avait été rapportée scientifiquement de 1948 à 2009. Une enquête menée en juin 2009 par Wildlife Conservation Society dans la province de Nouristan, en Afghanistan, a trouvé au moins trois spécimens, confirmant que l'espèce persiste encore dans ce pays.
Les raisons sont la perte d'habitat et également le braconnage pour ses glandes odorantes prisées. Les glandes de Moschus se vendraient 150 à 200 € l'une, leur valeur au kilogramme serait de 35 000 € environ au marché noir.